# 경성고등학교
경성고등학교(景城高等學校)는 대한민국 서울특별시 마포구 연남동에 위치한 사립 고등학교이다.

## 학교 연혁
- 1967년 9월 2일 : 학교법인 경성학원 설립인가(설립자 김병삼)
- 1967년 12월 29일 : 경성고등학교 설립 인가(24학급)
- 1968년 3월 1일 : 초대 이창우 교장 취임
- 1968년 9월 19일 : 마포구 연남동 369-1(현위치)로 이전
- 1970년 6월 27일 : 남극회관 준공
- 1977년 2월 28일 : 도서관 준공
- 1983년 9월 1일 : 진학관 준공
- 1986년 10월 29일 : 학교 학칙 변경인가 주간(남) 45학급, 야간(여) 36학급 계 81학급
- 1987년 10월 23일 : 체육관 준공
- 1992년 10월 7일 : 학교 학칙 변경인가 여고(야간) 24학급 "경성여자실업고등학교" 로 개편인가
- 2012년 1월 20일 : 본관 증축 완공
- 2018년 3월 12일 : 도서관 개관
- 2020년 9월 1일 : 제12대 황광욱 교장 취임
- 2021년 2월 5일 : 제51회 졸업식(222명, 연인원 28,510명)
- 2021년 3월 2일 : 제54회 입학식(195명)

## 참고 자료
- 경성고등학교 - 한국교육학술정보원 학교알리미